# カサヰケンイチ
カサヰ ケンイチ（かさい けんいち、1970年4月12日 - ）は、日本のアニメーション監督、アニメーション演出家。岐阜県飛騨市出身。
代表作に『わがまま☆フェアリー ミルモでポン!』『メジャー』『ハチミツとクローバー』など、主にJ.C.STAFFの作品を手掛ける。

## 人物・経歴
笠井賢一名義で演出などを手がけた後、2001年に『くるくるアミー』で初監督。2002年に『わがまま☆フェアリー ミルモでポン!』の監督就任を機に現在のカサヰケンイチ名義となる。
監督作の多くが高視聴率を獲得している（『わがまま☆フェアリー ミルモでポン！シリーズ』『メジャーシリーズ』『ハチミツとクローバー』『のだめカンタービレ』など）。
『わがまま☆フェアリー ミルモでポン！シリーズ』などの少女漫画原作の作品や『メジャーシリーズ』などの少年漫画原作の作品、『ハチミツとクローバー』『のだめカンタービレ』などの女性向け作品、『青い花』などの女性同士の恋愛を描いた作品など、ジャンルを問わず幅広い作品を手掛けている。

## 参加作品

### テレビアニメ
1991年
- 燃えろ!トップストライカー（1991年 - 1992年、制作進行）
- ウルトラマンキッズ 母をたずねて3000万光年（1991年 - 1992年、制作進行）

1992年
- クッキングパパ（1992年 - 1995年、制作進行）

1995年
- ママはぽよぽよザウルスがお好き（1995年 - 1996年・演出・演出助手）

1996年
- 美少女戦士セーラームーン セーラースターズ（1996年 - 1997年、演出助手）
- 爆走兄弟レッツ&ゴー!!（1996年 - 1997年、絵コンテ・演出）

1997年
- キューティーハニーF（1997年 - 1998年、演出助手）
- アニメがんばれゴエモン（1997年 - 1998年、絵コンテ・演出）

1998年
- 銀河漂流バイファム13（演出）
- ああっ女神さまっ 小っちゃいって事は便利だねっ（1998年 - 1999年、絵コンテ・演出）
- 彼氏彼女の事情（1998年 - 1999年、絵コンテ・演出）

1999年
- それゆけ!宇宙戦艦ヤマモト・ヨーコ（演出）
- ゴクドーくん漫遊記（絵コンテ・演出）
- ジバクくん（1999年 - 2000年、演出・OP演出・ED演出）
- 魔術士オーフェン Revenge（1999年 - 2000年、絵コンテ・演出）
- だぁ!だぁ!だぁ!（1999年 - 2002年、絵コンテ・演出）
- 遊☆戯☆王デュエルモンスターズ（1999年 - 2004年、絵コンテ・演出）

2001年
- くるくるアミー（監督）

2002年
- わがまま☆フェアリー ミルモでポン!（2002年 - 2003年、監督・絵コンテ・演出）

2003年
- わがまま☆フェアリー ミルモでポン! ごおるでん（2003年 - 2004年、監督・絵コンテ・演出）

2004年
- メジャー（2004年 - 2005年、監督・絵コンテ）

2005年
- ハチミツとクローバー（監督・絵コンテ・演出・ED絵コンテ・ED演出）
- メジャー 第2シリーズ（2005年 - 2006年、監督・絵コンテ）

2006年
- ハチミツとクローバーII（監修・ED絵コンテ・ED演出）
- プリごろ太 宇宙の友情大冒険（監督・脚本・絵コンテ）

2007年
- のだめカンタービレ（監督・絵コンテ）
- メジャー 第3シリーズ（総監督・監督・絵コンテ）
- キミキス pure rouge（2007年 - 2008年、監督・絵コンテ・演出）

2008年
- メジャー 第4シリーズ（総監督）
- とらドラ!（2008年 - 2009年、絵コンテ・演出）

2009年
- メジャー 第5シリーズ（総監督）
- 青い花（監督・絵コンテ・演出）
- ミラクル☆トレイン〜大江戸線へようこそ〜（監督・絵コンテ）
- とある科学の超電磁砲（2009年 - 2010年、演出）

2010年
- メジャー 第6シリーズ（総監督）
- 毎日かあさん（演出）
- 迷い猫オーバーラン!（演出）
- バクマン。（2010年 - 2011年、監督・絵コンテ）

2011年
- バクマン。 第2期（2011年 - 2012年、監督・絵コンテ）

2012年
- 超訳百人一首 うた恋い。（監督・絵コンテ）
- バクマン。 第3期（2012年 - 2013年、監督・絵コンテ）

2013年
- とある科学の超電磁砲S（演出）
- たまゆら〜もあぐれっしぶ〜（演出）

2014年
- LOVE STAGE!!（監督・絵コンテ）
- オオカミ少女と黒王子（監督・絵コンテ）

2016年
- あまんちゅ!（監督）
- 斉木楠雄のΨ難（演出）
- Lostorage incited WIXOSS（演出）

2017年
- ソード・オラトリア ダンジョンに出会いを求めるのは間違っているだろうか外伝（コンテ）
- クジラの子らは砂上に歌う（絵コンテ）

2018年
- 千銃士（監督・絵コンテ）

2025年
- 彼女、お借りします（絵コンテ）

### 劇場アニメ
- 君を愛したひとりの僕へ （2022年、監督）